# Chomęcice
Chomęcice – wieś w Polsce położona w województwie wielkopolskim, w powiecie poznańskim, w gminie Komorniki. 
W latach 1975–1998 miejscowość administracyjnie należała do województwa poznańskiego.
We wsi znajduje się placówka Gminnego Ośrodka Kultury (Dom Kultury „Koźlak"), biblioteka, szkoła podstawowa oraz działa Koło Gospodyń Wiejskich.
Aktualną Sołtyską jest Dorota Trocha.

## Historia
Pierwsze wzmianki historyczne pochodzą z 1418 roku. Wtedy to doszło do procesu Mikołaja Chomęcickiego z Tomaszem Czarnkowskim.
Urodził się tu Jan Grycz – podporucznik piechoty Wojska Polskiego, oficer Polskich Sił Zbrojnych na Zachodzie i Armii Krajowej, cichociemny.

## Komunikacja
W miejscowości znajduje się 5 przystanków autobusowych (Chomęcice/Wspólna, Chomęcice/Jesionowa, Chomęcice/Środkowa, Chomęcice/Szkoła, Chomęcice/S5), które obsługiwane są przez linie: 703 (Górczyn PKM – Konarzewo/Pętla), 705 (Górczyn PKM - Konarzewo/Pętla), 716 (Junikowo – Głuchowo/Stawna), 729 (Ogrody – Dopiewo/Dworzec Kolejowy) oraz 789 (Łęczyca/Sosnowa -Głuchowo/Stawna) Linie te organizowane są przez ZTM Poznań, zaś operowane przez gminnego przewoźnika PUK Komorniki.